# Ореліус (Нью-Йорк)
Ореліус (англ. Aurelius) — місто (англ. town) в США, в окрузі Каюга штату Нью-Йорк. Населення — 2611 особа (2020).

## Демографія
Згідно з переписом 2010 року, у місті мешкали 2792 особи в 1126 домогосподарствах у складі 794 родин. Було 1303 помешкання
Расовий склад населення:
| - 97,4 % — білих - 0,5 % — корінних американців - 0,5 % — чорних або афроамериканців - 0,4 % — азіатів - 0,2 % — вихідців з тихоокеанських островів |

До двох чи більше рас належало 0,9 %. Частка іспаномовних становила 0,7 % від усіх жителів.
За віковим діапазоном населення розподілялося таким чином: 20,7 % — особи молодші 18 років, 61,9 % — особи у віці 18—64 років, 17,4 % — особи у віці 65 років та старші. Медіана віку мешканця становила 45,2 року. На 100 осіб жіночої статі у місті припадало 100,6 чоловіків;  на 100 жінок у віці від 18 років та старших — 101,5 чоловіків також старших 18 років.
Середній дохід на одне домашнє господарство  становив 70 105 доларів США (медіана — 58 417), а середній дохід на одну сім'ю — 82 998 доларів (медіана — 72 284). Медіана доходів становила 49 375 доларів для чоловіків та 39 783 долари для жінок. За межею бідності перебувало 6,1 % осіб, у тому числі 5,1 % дітей у віці до 18 років та 4,2 % осіб у віці 65 років та старших.
Цивільне працевлаштоване населення становило 1373 особи. Основні галузі зайнятості: освіта, охорона здоров'я та соціальна допомога — 25,5 %, роздрібна торгівля — 15,2 %, виробництво — 12,4 %, публічна адміністрація — 9,8 %.